# 1794
1794. је била проста година.

## Догађаји

### Март
- 22. март — Конгрес САД усвојио закон којим се америчким бродовима забрањује превоз црних робова из Африке у Америку.

### Јун
- 17. јун — Основано Англо-корзиканско краљевство

### Децембар
- Википедија:Непознат датум — 19 - 26. јун – Битка код Шарлрое

### Јул
- 27. јул — Национални конвент је наредио хапшење и погубљење вође Владавине терора Максимилијана Робеспјера након што је позвао на погубљење више од 17.000 „непријатеља Француске револуције“.

### Октобар
- 2. октобар — Битка код Алденхофена (1794)
- 10. октобар — Битка код Маћејовица

## Рођења

### Јануар
- Википедија:Непознат датум — Томас Мен Бејнс, енглески сликар

## Смрти

### Јануар
- Википедија:Непознат датум — Свети новомученик Александар Солунски - хришћански светитељ.
- 8. мај — Антоан Лавоазје, француски хемичар

### Јун
- 28. јул — Максимилијан Робеспјер, француски револуционар